# Joachim Winkelhock
Joachim Winkelhock, nemški dirkač Formule 1, * 24. oktober 1960, Waiblingen, Nemčija.
Joachim Winkelhock je upokojeni nemški dirkač Formule 1 in brat pokojnega dirkača Formule 1, Manfreda Winkelhocka. Po osvojitvi naslova v prvenstvu Nemške Formule 3 v sezoni 1988, je v sezoni 1989 dobil priložnost v Formuli 1, toda z nekonkurenčnim dirkalnikom AGS JH23B se mu v sedmih poskusih ni nikoli uspelo kvalificirati na samo dirko. Leta 1999 je zmagal na dirki 24 ur Le Mansa z dirkalnikom BMW V12 LMR in s sotekmovalcema, Pierluigijem Martinijem in Yannickom Dalmasom.

## Popolni rezultati Formule 1
(legenda) (odebeljene dirke pomenijo najboljši štartni položaj, poševne pa najhitrejši krog, †-uvrščen kljub odstopu)
| Leto | Moštvo                               | Šasija    | Motor       | 1        | 2        | 3        | 4        | 5        | 6        | 7        | 8  | 9   | 10  | 11  | 12  | 13  | 14  | 15  | 16  | Prv | Toč |
| ---- | ------------------------------------ | --------- | ----------- | -------- | -------- | -------- | -------- | -------- | -------- | -------- | -- | --- | --- | --- | --- | --- | --- | --- | --- | --- | --- |
| 1989 | Automobiles Gonfaronnaises Sportives | AGS JH23B | Cosworth V8 | BRA DNPQ | SMR DNPQ | MON DNPQ | MEH DNPQ | ZDA DNPQ | KAN DNPQ | FRA DNPQ | VB | NEM | MAD | BEL | ITA | POR | ŠPA | JAP | AVS | -   | 0   |